# Bob Brannum
Robert Warren Brannum, detto Bob (Winfield, 28 maggio 1925 – Marshfield, 5 febbraio 2005), è stato un cestista e allenatore di pallacanestro statunitense, professionista nella NBL, nella NBA e nella NPBL.

## Caratteristiche tecniche
Giocatore fisico e aggressivo, era famoso per le sue battaglie sotto canestro che, nel corso della sua carriera, gli procurarono più di 70 punti di sutura alla testa.

## Carriera
Iniziò la carriera professionistica nel 1948-49 nella NBL, negli Sheboygan Red Skins, che seguì la stagione successiva nella NBA e nel 1950-51 nella NPBL.
Nel 1952 tornò nella NBA, ai Boston Celtics, dove rimase per quattro stagioni. Giocando sotto Red Auerbach, divenne una sorta di guardia del corpo per Bob Cousy e consolidò la sua fama di giocatore duro.
In particolare viene ricordato un episodio del 1953 quando, durante una partita di play-off terminata dopo quattro tempi supplementari, venne espulso insieme a Dolph Schayes in seguito a una rissa.
Si ritirò dopo la stagione 1954-1955.
Dal punto di vista realizzativo, la sua migliore stagione è stata la 1949-1950, terminata con 12,1 punti di media.

## Allenatore
Dopo la carriera da giocatore allenò a livello di college per molti anni, prima alla Norwich University nel Vermont, quindi al Kenyon College nell'Ohio.
Dal 1970 al 1986 allenò la Brandeis University diventando, con 204 vittorie, l'allenatore più vincente della storia dell'ateneo.

## Palmarès
- Campione NPBL (1951)
- All-NPBL First Team (1951)